# Дорн (Утрехт)
Дорн — небольшой город в общине Утрехтсе-Хёвелрюг в центральной части Нидерландов, в провинции Утрехт. 1 января 2008 город насчитывал 10 052 жителей.
К городу непосредственно примыкает с востока и с севера национальный парк Утрехтсе Хёвелрюг.

## История

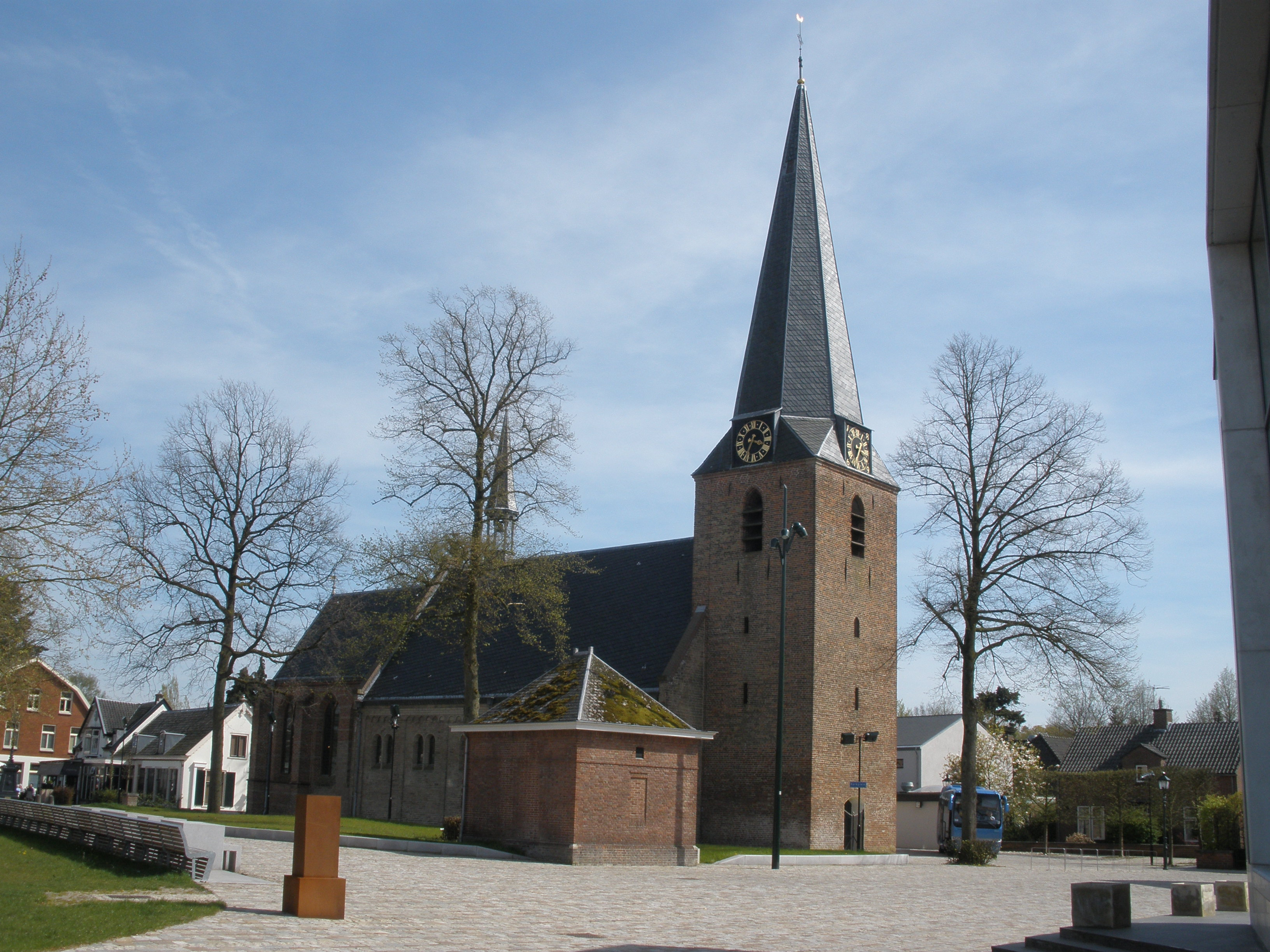
Средневековая церковь св. Мартина

В документе от 885—896 годов поселение именуется «Торхем», «жилье Тора». Вероятно, викинги из Дорестада устроили здесь капище бога-громовержца. К северу от Дорна археологическими исследованиями выявлены следы языческого жертвенника.
В начале XIII века поместье принадлежало пробсту епархии Утрехт. Один из пробстов основал усадьбу Дорн. С XIII века известна церковь св. Мартина, перестроенная в XV веке. Со времени Восьмидесятилетней войны протестантская. Владение Мёрсбергенов, впервые упомянутое в 1435 году, было перестроено 7 раз начиная с XVII века.
Поместье около особняка Доорна было настолько большим, что было немного места для развития города. Только после 1874 года, когда поместье было раздроблено, появилось место для роста. После Второй мировой войны город значительно вырос.
Дорн также является основной базой для Нидерландского корпуса морской пехоты. Около город расположен дендрарий Гимборн, относящийся к числу ботанических садов Утрехтского университета.

## Известные жители

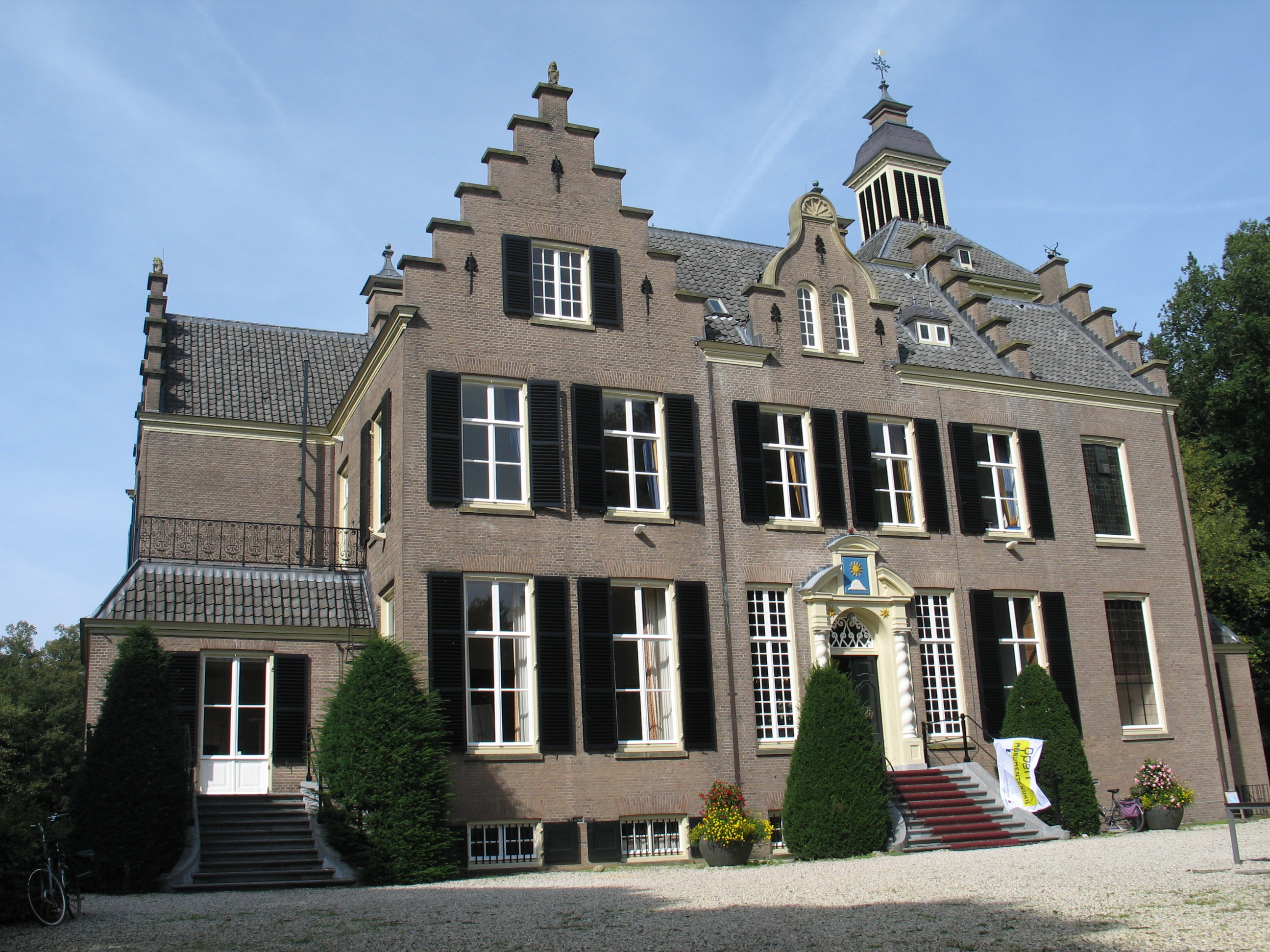
Дом писателя Мартенса

Последний император Германии, Вильгельм II, жил в поместье Дорн после свержения в 1918 году. Умер здесь же в 1941 году.
Голландский новеллист Симон Вестдейк прожил в Дорне значительную часть своей жизни (с 1939 по 1971 год), за исключением небольших периодов). Окрестности Доорна хорошо узнаваемы в описаниях ландшафта во многих его новеллах.
Мартен Мартенс, голландский писатель, который писал на английском, с 1903 жил в доме на Солнечном Холме. В настоящее время дом Мартенса является частью гостиничного центра Zonheuvel.